# Långsele AIF
Långsele AIF är en idrottsförening från Långsele i Sverige. Klubben bildades den 11 juni 1920 som IF Renen innan namnet ändrades den 25 oktober samma år.
Damfotbollslaget, som började delta i seriespel 1975, spelade tre säsonger i Sveriges högsta division under perioden 1978-1982. Herrlaget spelar i Div. 5 Ångermanland. Lagets hemmaplan heter Faxängen IP och klubbfärgerna är gult och svart.